# Ellis Brandon
Ellis Maud Brandon (Amsterdam, 8 april 1923 – Schilde, 12 juli 2024) was een van de weinige vrouwelijke Engelandvaarders.

## Jeugd
Brandon werd geboren in Amsterdam als dochter van Frederick Charles Brandon en Adèle Cornelia Manikus. Na de HBS volgde ze een opleiding reclametekenen aan de Kunstnijverheidsschool in Amsterdam.

## Tweede Wereldoorlog
Toen de Tweede Wereldoorlog uitbrak, woonde Brandon met haar vader en stiefmoeder in Heemstede. Op verzoek van haar vriend Herman Friedhoff (1920-2000) werd ze koerier voor Het Parool en Vrij Nederland. Friedhoff was lid van verzetsgroep Apostles.
Op 7 augustus 1942 viel de Gestapo het huis van haar ouders binnen op zoek naar Friedhoff, die nauwe contacten had met Wiardi Beckman en Herman van Roijen. Ze vluchtten door de achterdeur en doken onder. Er volgde een onrustig bestaan van het ene onderduikadres naar het andere. Brandon was dienstmeisje in een verzorgingstehuis aan de Mathenesserlaan in Rotterdam en daar kreeg Friedhoff een zolderkamertje waar hij enige tijd kon blijven.
Friedhoff werd gezocht door de Sicherheitsdienst (SD), die 1000 gulden uitloofde voor een tip die tot zijn arrestatie zou leiden. Toen zijn moeder werd gegijzeld en er een doodvonnis over Friedhoff werd uitgesproken, was ook het zolderkamertje niet meer veilig. Ze besloten Nederland te verlaten. Op 28 april 1943 vertrokken ze, de tocht ging via België, Frankrijk, Spanje naar Portugal. Het duurde vervolgens enige tijd voordat haar een visum werd verstrekt. Op 8 januari 1944 vloog zij naar Engeland. Daar werkte ze bij het Nederlands ministerie van Binnenlandse Zaken als medewerker bevolkingsadministratie. Later mocht ze op het dak van het ministerie gevechtsvliegtuigen in de gaten houden om alarm te slaan voor dreigende bombardementen. Haar wens om terug te keren naar Nederland als spionne voor Engeland werd geweigerd. Brandon meldde zich ook aan voor het het Nederlandse legeronderdeel Vrouwen Hulpkorps (VHK). In december 1944 trouwde ze met Chris Krediet.

## Na de oorlog

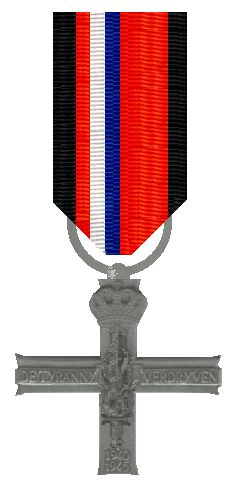
Verzets-herdenkings-kruis

Zij en Krediet gingen na enkele jaren als goede vrienden uit elkaar. In 1952 hertrouwde ze met Albert Vis (1920-1971), met wie ze twee zonen kreeg. Haar kleindochter Carlijn Vis (1983) schreef in 2012 Vrij Spel (ISBN 9789025437855), geïnspireerd op de verhalen van haar grootmoeder. Na het overlijden van Vis hertrouwde Brandon op 53-jarige leeftijd in 1976 met weduwnaar kolonel Jan Anne baron de Smeth (1924-2017).
Na het overlijden van vlieger André Hissink was Brandon de laatst nog levende bekende Nederlandse Engelandvaarder destijds.

## Onderscheiden
Nadat ze in Engeland aangekomen was, werd Ellis het Kruis van Verdienste aangeboden, maar zij sloeg dat af. Op 29 december 1980 ontving zij alsnog het Verzetsherdenkingskruis.
Brandon overleed op 12 juli 2024 op 101-jarige leeftijd. Op 20 juli 2024 vond de uitvaart plaats.